# Канатная дорога в Хаконе
Канатная дорога в Хаконе — канатный подъёмник в посёлке Хаконе, префектуры Канагава, Япония, протянувшийся по склону одноимённой горы от станции Сондзан в направлении озера Аси до станции Тогэндай. Общая протяжённость канатной дороги — 4005 м. Переправа стала популярным туристическим местом с огромным пассажиропотоком. В 2008 году попала в книгу рекордов Гиннесса, как самая загруженная канатная дорога, за год её пользуются более 2 миллионов пассажиров.
Оператором канатной дороги является одноимённая компания Hakone Ropeway (яп. 箱根ロープウェイ), входящая в холдинг Odakyū Group.

## История
Первый участок был открыт 6 декабря 1959 года от Сондзан до Овакудани. В следующем году была доделана остальная часть пути. В 2006 году участок Сондзан-Овакудани был реконструирован по двухпутной системе фунитель. Через год также была переоборудована остальная часть дороги Овакудани-Тогэндай.

## Станции
| Название  | Высота над ур. моря | Расстояние от начала | Расстояние от пред. ст. |
| --------- | ------------------- | -------------------- | ----------------------- |
| Сондзан   | 757 м               | -                    | -                       |
| Овакудани | 1044 м              | 1472 м               | 1472 м                  |
| Убако     | 878 м               | 1265 м               | 2737 м                  |
| Тогэндай  | 741 м               | 1268 м               | 4005 м                  |